# Jelšovce
Jelšovce é um município da Eslováquia, situado no distrito de Nitra, na região de Nitra. Tem 10,44 km² de área e sua população em 2018 foi estimada em 1.000 habitantes.

## Demografia
| Ano:        | 1994 | 2004   | 2014   | 2024   |
| ----------- | ---- | ------ | ------ | ------ |
| Broj ljudi: | 979  | 949    | 1008   | 985    |
| Razlika:    |      | -3,06% | +6,21% | -2,28% |

| Ano:               | 2023 | 2024   |
| ------------------ | ---- | ------ |
| Número de pessoas: | 986  | 985    |
| Diferença:         |      | -0,10% |